# اندیس خاک رس ۳۱۰۰
خاک رس ۳۱۰۰ یک اندیس مصالح ساختمانی است که در حوالی شهر راشه استان فارس قرار دارد و مادهٔ معدنی موجود در آن، خاک رس است.سنگ میزبان این اندیس سنگ آهک است و دیرینگی آن به دوران دونین - کربنیفر می‌رسد. 